# ヴィンチェンツォ (テレビドラマ)
『ヴィンチェンツォ』（朝: 빈센조）は、韓国の連続ドラマ。2021年2月20日から5月2日まで韓国のtvNで放送された。また、Netflixでも同日から世界同時配信されている。

## あらすじ
幼い頃にイタリアンマフィアの養子となった韓国系イタリア人、ヴィンチェンツォ・カサノ（ソン・ジュンギ）は長じてマフィア組織の顧問弁護士となるが仲間の裏切りに合い、故郷である韓国に向かう。渡韓の目的は身を潜める意味合いもあったが、ソウル市内の雑居ビル「クムガプラザ」に隠匿されている大量の金塊を入手する為でもあった。しかし「クムガプラザ」は、企業ぐるみで数々の不正行為や犯罪に手を染めている巨大企業「バベルグループ」の一端「バベル建設」の手に渡ってしまう。プラザを取り戻すべく、住人や弁護士チャヨンの協力の元バベルグループに戦いを挑むヴィンチェンツォ。果たして、ヴィンチェンツォの毒を持って毒を制す作戦でバベルは倒せるのか？

## 出演

### 主要人物
ヴィンチェンツォ・カサノ
演 - ソン・ジュンギ、日本語吹替 - 野島裕史
イタリアンマフィア“カサノファミリー”の顧問弁護士兼コンシリエーレを務める韓国系イタリア人。交渉力に優れ、敵対する相手に冷酷な手段を取ってきた。義父であるカサノファミリーのボスの死ののち韓国に向かった。
金塊を手に入れることが当初の目的だったが、弱者の為に動くホン・ユチャンに心を動かされ打ち解けていく。
ブラルロの高級スーツを着こなし、「誰しも好きなタイプ」と称され、多くの女性陣から一目惚れされるほどの容姿端麗。またその振る舞いは男性陣からも熱烈な好意を抱かれる。
格闘術に長け横暴な相手に対しての交渉は力づくで黙らせる場合も多い。
食にも精通しており、クムガ・プラザ内のイタリアンレストランでは毎回一口で吐き出しシェフに暴言を浴びせている。
クールなキャラクターだが、韓国に来て以降身勝手な性格の韓国人に振り回され困惑する場面も多い。
ホン・チャヨン
演 - チョン・ヨビン、日本語吹替 - 庄司宇芽香
ウサン法律事務所の弁護士。服用した者に多くの健康被害が出たバベル製薬の損害賠償請求裁判のバベル側弁護を担当。
ウサン法律事務所やバベル製薬の手段を選ばぬやり方に違和感を感じながらも、不利な証言をする証人を大金で買収するなど、裁判で勝つためには魂を売り仕事に徹するが、非情になりきれない部分もある。
父のホン・ユチャンは娘の実力は認めているものの、ウサンでのやり方を否定しており、過去のある出来事以降衝突が絶えない。
敵や上司に対しても歯に衣着せぬ言葉を浴びせる性格であり、何かと臭い演技やオーバーリアクションをすることから、父からは弁護士を辞めて女優になれと言われる。
ホン・ユチャン
演 - ユ・ジェミョン、日本語吹替 - 谷昌樹
チャヨンの父。クムガ・プラザに事務所を構える法律事務所「藁」の代表。バベル製薬の裁判では被害者側の弁護人を務め娘のチャヨンと争う。
国選弁護士として、後述のオ・ギョンジャの再審請求をしている。
弱き人が最後に掴める藁のような存在でありたいという信条で人権派弁護士として多くの人に信頼をされており、バベルグループに対して一人で立ち向かっていた。
ヴィンチェンツォに対しては当初疑いの目を向けていたが、徐々に打ち解けていき良き相棒として協力していく。

### ウサン法律事務所
チェ・ミョンヒ
演 - キム・ヨジン、日本語吹替 - 藤貴子
元ソウル南東部地検特捜部の検事。検事時代はセクハラなど上席検事の不正をもみ消し、数々の冤罪を捏造してきたエース検事だった。検察での待遇に不満を感じ、後輩スンヒョクが営むウサン法律事務所に弁護士として移籍。ズンバが趣味で、コインランドリーやオフィスなどで人目を憚らず踊っている。
ハン・スンヒョク
演 - チョ・ハンチョル、日本語吹替 - 水内清光
バベルグループの顧問として数々の悪事を揉み消してきた韓国最大の法律事務所ウサンの代表。日和見主義で自身の保身を第一に考え、先輩や目上の者にはゴマを擦り部下には当たり散らす面がある。
チャン・ジュヌ
演 - オク・テギョン（2PM）、日本語吹替 - 阿座上洋平
ウサンのインターンでチャヨンのアシスタント。アメリカの大学に留学しており会話の端々に英語が混じる。天然キャラでスンヒョクやチャヨンからは叱られているが、人懐っこく常にニコニコしており憎めない性格。チャヨンを慕っている。

### バベルグループ
チャン・ハンソ
演 - クァク・ドンヨン、日本語吹替 - 鈴木裕斗
製薬会社や建設業など複数の傘下企業を抱えるバベルグループの若き会長。ウサンと共謀し、バベル製薬が開発した鎮痛剤を強引に認可させるなどバベルグループの拡大を推し進めている。

### クムガ・プラザの入居者
チョ・ヨンウン
演 - チェ・ヨンジュン
クムガプラザのオーナー。ヴィンチェンツォに金塊の隠し場所を探しているワン会長を紹介し、ヴィンチェンツォ渡韓後は彼と共に金塊を手に入れるべく動いている。過去にヴィンチェンツォに命を救われた事を恩義を感じており、対バベル工作では情報収集や人材手配などの協力をする。
ナム・ジュソン
演 - ユン・ビョンヒ、日本語吹替 - 越後屋コースケ
藁法律事務所の事務長。仕事熱心でホン・ユチョンを尊敬しているが、勝ち目のない戦いにばかり挑むユチョンに呆れている。コスプレが趣味で女性とのデートは個性的な衣装で臨む。
ソ・ミリ
演 - キム・ユネ、日本語吹替 - 高橋雛子
ピアノ教室院長。黒髪のロングヘアで清楚な外見だが、ピアノを弾く際は長い髪を振り乱し激情的になる。ヴィンチェンツォを一眼見た時からタイプと言っている。
タク・ホンシク
演 - チェ・ドムクン、日本語吹替 - 根本泰彦
クリーニング店社長。ヴィンチェンツォがイタリアの有名職人に仕立ててもらったジャケットを「安物」と評し、袖丈など縮ませてしまう。
クァク・ヒス
演 - イ・ハンナ、日本語吹替 - 武隈史子
粉食店「ヨンホ食堂」社長。息子のヨンホを一人で育てるシングルマザー。反抗期の息子を叱りつける際には暴力を厭わない。
キム・ヨンホ
演 - カン・チェミン、日本語吹替 - 宮崎遊
クァク・ヒスの息子で反抗期の中学生。タバコの匂いを母に怒られ、母のサンドバックになっている。
イ・チョルウク
演 - ヤン・ギョンウォン
質屋社長。ジャージにニット帽、素足にサンダルのスタイル。足の裏はいつも湿っている。自称武闘家で何かにつけていきりたっているが皆には相手にされていない。また顔の良さが取り柄と自称しているが、周囲からは北朝鮮兵のような容貌と言われることも。
チャン・ヨンジン
演 - ソ・イェファ
イ・チョルウクの妻。気が強く恐妻家であるが、夫を愛しており、夫の顔がいいと思っている。
トト
演 - キム・ヒョンムク
パスタ専門店アルノのオーナーシェフ。クムガ・プラザの入居者たちにはイタリアに料理留学をしていたと嘘をついていたが、ヴィンチェンツォにすぐに見抜かれる。
チョクハ僧侶
演 - イ・ウジン
クムガ・プラザの地下にある「暖薬寺（ナニャクサ）」の住職。「暖薬寺」は金塊が眠る地下の秘密部屋の真上にあたる。菩薩のように慈悲深く広い心の持ち主。長年の修行で痔に苦しめられる。
チェシン僧侶
演 - ウォン・スンウ
「暖薬寺（ナニャクサ）」の僧侶。チョクハ住職の弟子。信心深く住職に変わり仏法の言葉を入居者に伝える。
レリー・カン
演 - キム・ソルジン
ダンススタジオの院長。ドラマや映画の演技指導等も行なっている。スタジオに土足で入られるのを何より嫌う。鏡にも触られたくない潔癖気味な面がある。交際歴がない。

### アントカンパニー
パク・ソクド
演 - キム・ヨンウン
アントカンパニーの代表。アントは表向きは金融業だが、裏では大企業から暴行や恐喝・地上げといった違法な仕事を請け負う半グレ企業。バベル建設に依頼されクムガプラザ住人に立ち退きを迫る。
チョン・スナム
演 - イ・ダル
パク・ソクドの手下。一味の中でも喧嘩早い。パク・セロイの偽者と称される。
ミスヤン
演 - チョン・ジユン
アントの経理担当社員。真面目でいかなる時も経費処理のことを考えている。

### 国際安保情報院
アン・ギソク
演 - イム・チョルス、日本語吹替 - 野坂尚也
『対外安全保障情報局』海外犯罪組織対応チームのイタリア部チーム長。ヴィンチェンツォの入国に対して誰よりも国家危機と感じ、単独の捜査を開始し、ヴィンチェンツォの監視を行う。
テ・ジョング
演 - クォン・テウォン
『対外安全保障情報局』の局長でアン・ギソクの上司。

### その他
オ・ギョンジャ
演 - ユン・ボクイン
殺人罪の被告。実際は無罪であるが、再審請求の打診を拒否している。末期癌を患っている。
ファン・ミンソン
演 - キム・ソンチョル
新光銀行の頭取。父の死を受け現在の地位に就く。帰国子女でエリートだが社会性がなく神経質で人間嫌い。
チョ・イングク
演 - コ・サンホ
ソウル南東部地検の検事。財閥の不正を許せない正義派。
ファン地検長
演 - ソ・ジンウォン
ソウル南東部地検の地検長。別の財閥から支援を受けているため、バベルからの裏金は受け取らない。南東部地検内で唯一、チェ・ミョンヒが懐柔できない人物。
キム・ソグ
演 - ユ・テウン
大統領候補と目されるパク・スンジュン国会議員の秘書。通称キム室長。スンヒョクやチェ・ミョンヒの先輩にあたる
インザーギ
ヴィンチェンツォの寝室の窓辺に住み着いた鳩。

## 賞とノミネート
| 年度 | 賞                 | カテゴリー         | 受賞者         | 結果 | 参考 |
| ---- | ------------------ | ------------------ | -------------- | ---- | ---- |
| 2021 | 第57回百想芸術大賞 | TV部門最優秀俳優賞 | ソン・ジュンギ | 候補 |      |
| 2021 | 第57回百想芸術大賞 | TV部門演出賞       | キム・ヒウォン | 候補 |      |

## ミュージカル版
ミュージカル版が日本の兵庫・AiiA 2.5 Theater Kobe（2023年8月11日〜8月13日）、東京・日本青年館ホール（2023年8月18日〜8月21日）、大阪・サンケイホールブリーゼ（2023年8月25日〜8月27日）で上演された。。

### キャスト
ヴィンチェンツォ・カサノ - 和田雅成
ホン・チャヨン - 富田鈴花（日向坂46）
チャン・ジュヌ - 上田堪大
チャン・ハンソ - 竹内將人
ハン・スンヒョク - 松井工
チョ・ヨンウン - 高原紳輔
ナム・ジュソン - 伊藤裕一
ソ・ミリ - 中野郁海
チャン・ヨンジン - 柴崎咲子
キム・ヨンホ - 古川雅達
チェシン - 高山裕生
レリー・カン - 伊東征哉
パク・ソクド - 小林遼介
オ・ギョンジャ - 白木原しのぶ
アン・ギソク - 西川大貴
ホン・ユチャン - 鈴木壮麻
チェ・ミョンヒ - 佐藤仁美　